# Kevin Gilbert
Kevin Matthew Gilbert (20 de noviembre de 1966 – 17 de mayo de 1996) fue un músico, productor y compositor estadounidense. Su segundo álbum como solista, The Shaming of the True (2000), fue lanzado de manera póstuma. Nació en Sacramento, California en 1966, y falleció en Los Ángeles en 1996, aparentemente debido a una asfixia erótica.

## Discografía

### Solista
- 1984: No Reasons Given (con Jason Hubbard)
- 1995: Thud
- 1999: Live at the Troubadour (con Thud)
- 2000: The Shaming of the True
- 2009: Nuts
- 2009: Bolts

### Colaboraciones
- 1990: Toy Matinee (Toy Matinee)
- 1991: EE Ticket (Marc Bonilla)
- 1993: Tuesday Night Music Club (Sheryl Crow)
- 1993: American Matador (Marc Bonilla)
- 1995: Supper's Ready - A Tribute To Genesis (varios)
- 1995: Tales From Yesterday - A Tribute To Yes (varios)
- 1997: Giant Tracks - A Tribute To Gentle Giant (varios)
- 2002: The Kaviar Sessions (Kaviar)
- 2010: Kevin Gilbert Performs Toy Matinee Live (Toy Matinee)